# Humanic
Humanic ist eine in Österreich bekannte Modemarke und Einzelhandelskette und fungiert als Tochterunternehmen der internationalen Aktiengesellschaft Leder und Schuh mit Sitz in Graz.

## Unternehmensentwicklung
Das Unternehmen wurde am Firmensitz in Graz im Jahr 1872 als „D.H. Pollak & Co“ gegründet und produzierte hauptsächlich Schuhe und war nach eigenen Angaben mit 20.000 wöchentlich erzeugten Schuhen einer der größten Schuherzeuger in Mitteleuropa. Die ersten beiden Filialen wurden 1907, damals noch unter dem Firmennamen „American Shoe House Humanic“, in Wien am Kärntnerring 6 und in der Mariahilfer Straße 92 eröffnet.
Während des Ersten Weltkrieges ging ein großer Teil des Filialnetzes verloren. Als Erzeugungsbetrieb wurde die „Allgemeine Österreichische Schuh-Aktien-Gesellschaft“ gekauft. Die in den Nachfolgestaaten Österreichs gegründeten Auslandsfirmen gingen in den Nachkriegsjahren verloren. Somit konzentrierte sich das Unternehmen auf den kleinen österreichischen Markt und firmierte unter „Humanic Leder und Schuh AG, Wien-Graz“. 1930 existierten bereits wieder 60 Filialen.
Bis 1991 war Humanic ausschließlich auf dem österreichischen Markt tätig. Der Erwerb einer Mehrheitsbeteiligung am ungarischen Handelsunternehmen Szivárvány Rt., mit Sitz in Budapest, bedeutete den Beginn der Internationalisierung. 
Heute betreibt Humanic Filialen in neun europäischen Ländern (Österreich, Bulgarien, Deutschland, Kroatien, Rumänien, Slowakei, Slowenien, Tschechien, Ungarn) und einen Online-Shop. Auf der Wiener Mariahilfer Straße befindet sich der größte Store in Österreich. Ähnlich groß, mit 3.333 m², ist die Filiale in der Shopping City Süd.

## Markenführung
Den Markennamen Humanic prägte ein amerikanischer Werbetexter als Auftragsarbeit. Der Name ist keine Abkürzung und enthält keine Aussage, sondern sollte lediglich „wohlklingend“ und verkaufsfördernd sein.

### Werbung
Vor allem in den 1970er- und 1980er-Jahren fiel Humanic durch innovative Werbekonzepte auf, für die Horst Gerhard Haberl verantwortlich war. Die Werbespots hatten wenig bis nichts mit den Produkten zu tun, es waren komprimierte Stücke avantgardistischer Kunst. Texte bekannter österreichischer Autoren wie H. C. Artmann, Andreas Okopenko, Wolfgang Bauer oder Claus Schöner wurden verwendet und Anleihen bei der konkreten Poesie genommen. Auch Künstler wie Axel Corti oder Richard Kriesche kamen zum Einsatz, für einen Spot beispielsweise trug auch Otto M. Zykan ein Lautgedicht vor. Der Künstler Roland Goeschl gestaltete mehrere Werbespots und arbeitete auch am Firmengebäude von Humanic, auf ihn geht die durchgehende Verwendung der Farben rot, gelb und blau zurück, die zu einem Markenzeichen der Firma werden sollten. Markant war der Ausruf „Franz!“ am Ende der Spots, der erstmals 1971 vorkam. Später wurde vom Grafiker Karl Neubacher ein Werbemaskottchen mit diesem Namen gestaltet: ein roter Fuß, aus dem eine gelbe Faust wächst bzw. eine Variante, bei der die Hand das Victory-Zeichen macht. Für das damalige Publikum waren die Werbespots irritierend, die Marke und die Franz-Figur erreichten einen hohen Bekanntheitsgrad, zeitweise von 98 %. Umgekehrt fühlten sich auch die damaligen Künstler nicht immer wohl dabei, für die Werbung zu arbeiten, Ernst Jandl etwa zog einen bereits ausgearbeiteten Spot wieder zurück. Im Jahr 2021 wurde die Franz-Figur erneut zum Leben erweckt und mit popkulturellen Inhalten verknüpft.